# Frode Bekk
Frode Bekk (Hamar, 21 febbraio 1969) è un allenatore di calcio ed ex calciatore norvegese.

## Carriera

### Giocatore
Bekk ha vestito la maglia del Fart in due periodi distinti, prima dal 1991 al 1998 e poi dal 2002 al 2009. Con questa maglia ha raggiunto le 300 presenze. Dal 1999 al 2001 è stato invece in forza all'Alvdal.

### Allenatore
Terminata l'attività agonistica, Bekk è diventato allenatore della sezione femminile del Fart, compagine militante in Toppserien. La squadra è retrocessa in 1. divisjon al termine del campionato 2012. Il 12 dicembre dello stesso anno ha firmato comunque un contratto valido per la stagione successiva.